# Cal Fideuer
Cal Fideuer és una obra del municipi de Rubí (Vallès Occidental) protegida com a bé cultural d'interès local.

## Descripció
Edifici entre mitgeres de planta rectangular i planta i dos pisos. La coberta és plana i presenta una barana d'obra. Al primer pis hi ha un balcó doble i al segon trobem finestres balconeres. La porta d'entrada ha estat remodelada per una restauració. La façana presenta una part arrebossada de color ataronjat i aplacats de guix de tons grisos i aplacats. El nom de la casa fa referència al propietari, senyor Aliart, que tenia una fàbrica de pasta al proper carrer Sant Cugat.

## Història
El nom de la casa fa referència al propietari, senyor Aliart, que tenia una fàbrica de pasta al proper carrer Sant Cugat.